# Dialogsystem
Dialogsystemer er betegelsen for computersystemer, der er baseret på en dialog mellem menneske og computer. Dialog defineres i denne forbindelse typisk med, at computeren kommunikerer med brugeren i form af en eller anden form for input/output, f.eks. tale, dvs. både computer og bruger anvender tale i kommunikationen. Computeren gør f.eks. brug af talegenkendelse og talesyntese eller indspillede prompter.

## Typer af og forskelle mellem dialogsystemer
I princippet er ethvert system som kan kommunikere, et dialogsystem. I praksis er betegnelsen "dialogsystem" dog forbeholdt systemer, som kommunikerer sprogligt og hvor der er en sammenhængende kæde af udvekslinger, en diskurs. Hovedtyperne er:
- Unimodale systemer hvor input (og output) hvor man kun har den sproglige modalitet.
  - Talesproglige dialogsystemer kommunikerer via taleinput. Disse kendes næsten udelukkende som telefoniske taletjenester, fx billetbestilling, omstillinger og informationssystemer. Andre eksempler kan dog findes, fx styring af lagerrobotter ved fremfinding af varer. Talesproglig dialog er på den ene side hurtig og meget naturlig og giver frihed til at bruge hænderne til andre formål, på den anden side er den udsat for støj og den er flygtig, når tingene er sagt er de væk. Ofte er selv telefonitjenesterne ikke unimodale, fordi de også tillader brugen af trykknapper.
  - Skriftsproglige systemer kommunikerer via skrift, typisk maskinskrift. Hovedeksemplet er her chatrobotter, et andet eksempel er de agenter som optræder i Turingdysten. Skriftsproglig dialog er langsommere, men ikke så støjudsat, og man har mulighed for at kikke tilbage i historien.
- Multimodale dialogsystemer hvor der desuden er andre modaliteter som andre lyde, gestik, museklik og billeder. Eksempelvis vil man med en browser som Opera, kunne bruge talekommandoer som en del af interaktionen. Man kan i multimodale udnytte sproget til at formulere direkte udsagn og kommandoer, mens billeder og tabeller kan bruges til at præsentere mere komplekse opstillinger (i dag mest i output).

Tendensen i dag går i retning af sammensmeltning af brugen af talesprog med andre systemer, fx via VoiceXML og SALT (Speech Application Language Tags).
Dialogsystemer kan være mere eller mindre avancerede. I sin simpleste form er der blot en lineær liste af systemspørgsmål med begrænsede muligheder for svar, nærmest en walkie-talkie dialog. I mere avancerede systemer tilføjes fx muligheder for
- at genkende (og forstå) mere flydende, natursprogslignende input,
- at både bruger og system kan tage initiativet (blandet initiativ, "mixed initiative"),
- at tage hensyn til dialoghistorien, fx til at løse referencer eller anaforer,
- at håndtere et større antal fejl og misforståelser, og
- at kunne håndtere/skifte mellem forskellige sprog, fx dansk, engelsk, tysk og fransk.